# Trichostomopsis curvipes
Trichostomopsis curvipes är en bladmossart som beskrevs av H. Robinson 1970. Trichostomopsis curvipes ingår i släktet Trichostomopsis och familjen Pottiaceae. Inga underarter finns listade i Catalogue of Life.